# فرن الحث الكهربي

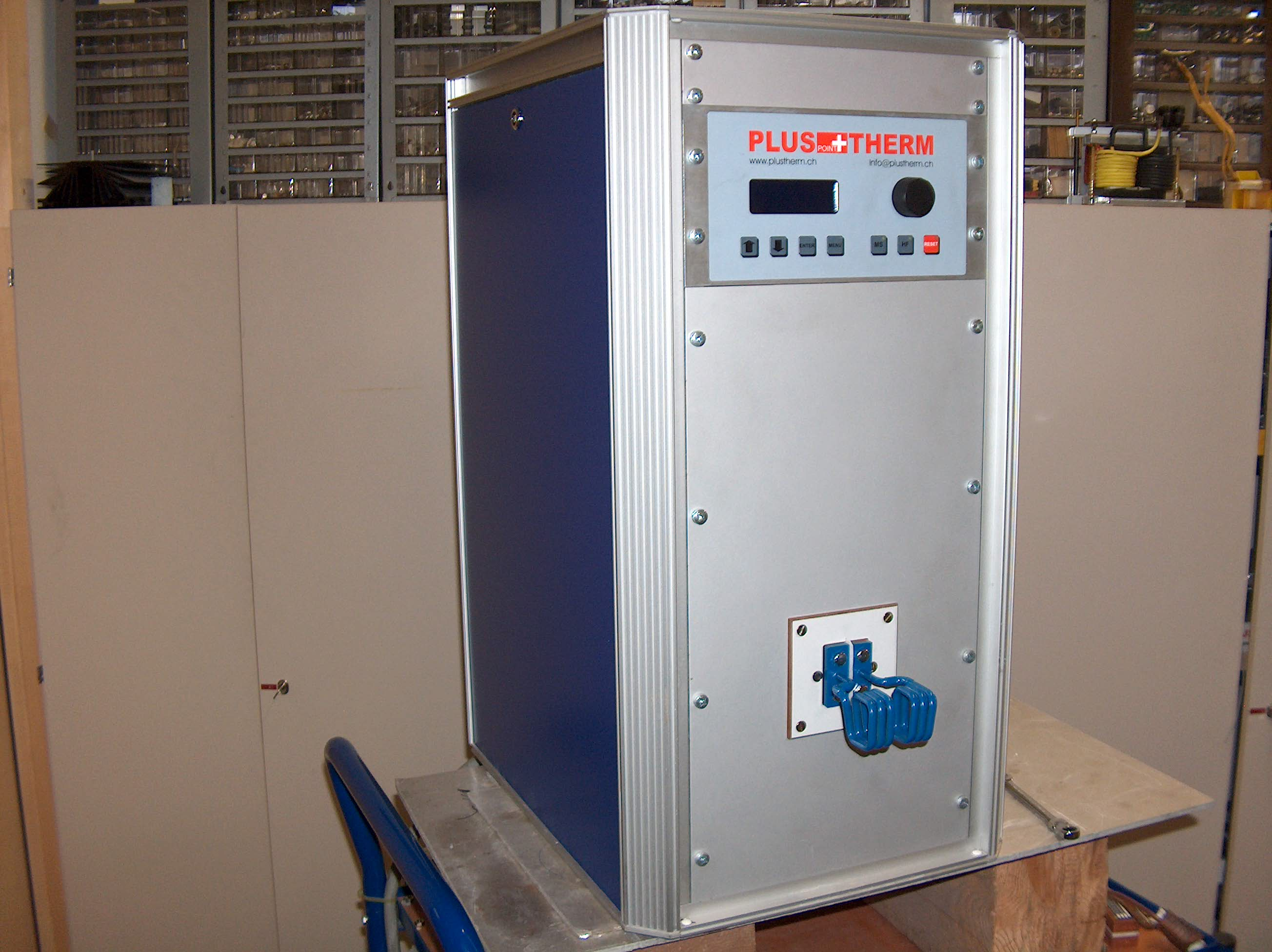
فرن حث شبه موصل يستخدم في عملية صناعية

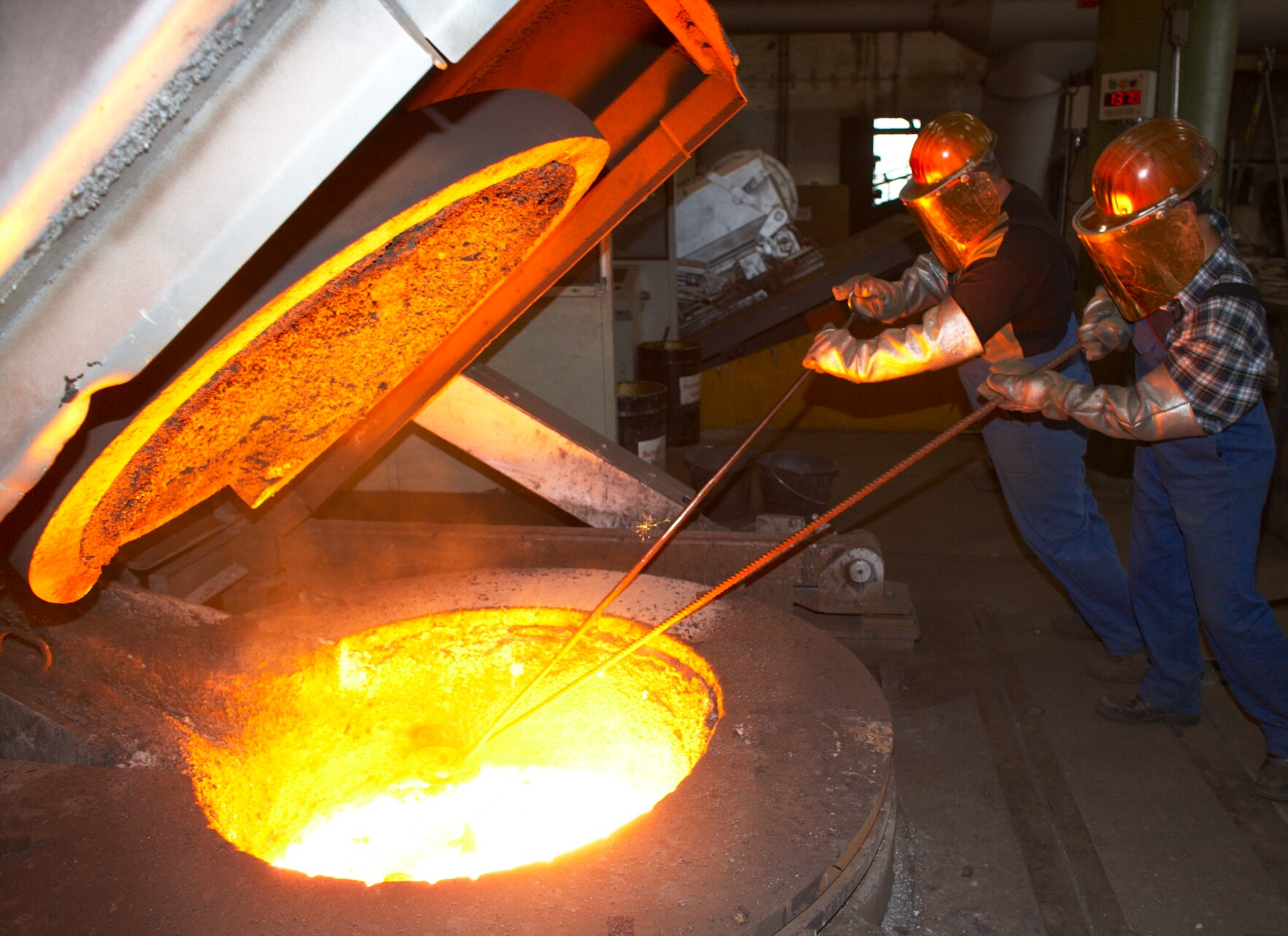
فرن حث كهربي للحديد في مسبك حديد.

فرن الحث الكهربي، هو فرن كهربائي يتم فيه استخدام الحرارة المتولدة من مرور التيار الكهربائي في ملف حث لصهر المعادن مثل الحديد، الصلب، النحاس، الألمنيوم والمعادن الثمينة. تتراوح سعة الفرن من أقل من 1 كيلوجرام إلى 100 طن.
يتميز فرن الحث عن باقي الأفران بأن عملية الصهر نظيفة لا تسبب أي تلوث للبيئة، موفرة للطاقة، يمكن التحكم بدرجة الحرارة جيدا مقارنة بباقي أفران الحث، لانه يتميز بأنه لا يستخدم قوس أو أي احتراق، فلا تزيد درجة الحرارة الفرن عن درجة الحرارة المطلوبة وبالتالي الحفاظ على عناصر السبيكة القيمة. لعل العيب الرئيسي لهذه الأفران هو نقص الطاقة التكرير، وانعدام القدرة على التنقية؛ فالمواد المدخلة يجب أن تكون خالية من نواتج الأكسدة وأن تكون بتركيب معروف، وبعض العناصر السبائكية قد تضيع بسبب الأكسدة (ويحب إعادة اضافتها إلى المصهور).
مؤخرا، بدأت معظم المسابك الحديثة باستخدام هذا النوع من الأفران، بل بدأت بتبديل مسابك الحديد التقليدية المستخدمة في إذابة حديد الزهر، لما تنتجه الأفران التقليدية من كميات هائلة من الغبار والملوثات الأخرى.

## الأنواع
يوجد نوعين من هذه الأفران وهما:
- نوع بلا قلب معدني، يتم وضع المعدن في بوتقة محاطة بملف يمر به تيار متردد، ويتم استخدام الماء لتبريده.[6]
- نوع بقلب معدني، يتكون من حلقة من معدن مصهور ممثلا الملف الإبتدائي مع وجود ملف ثانوني ملفوف على القلب الحديدي.[7][8]

## العملية

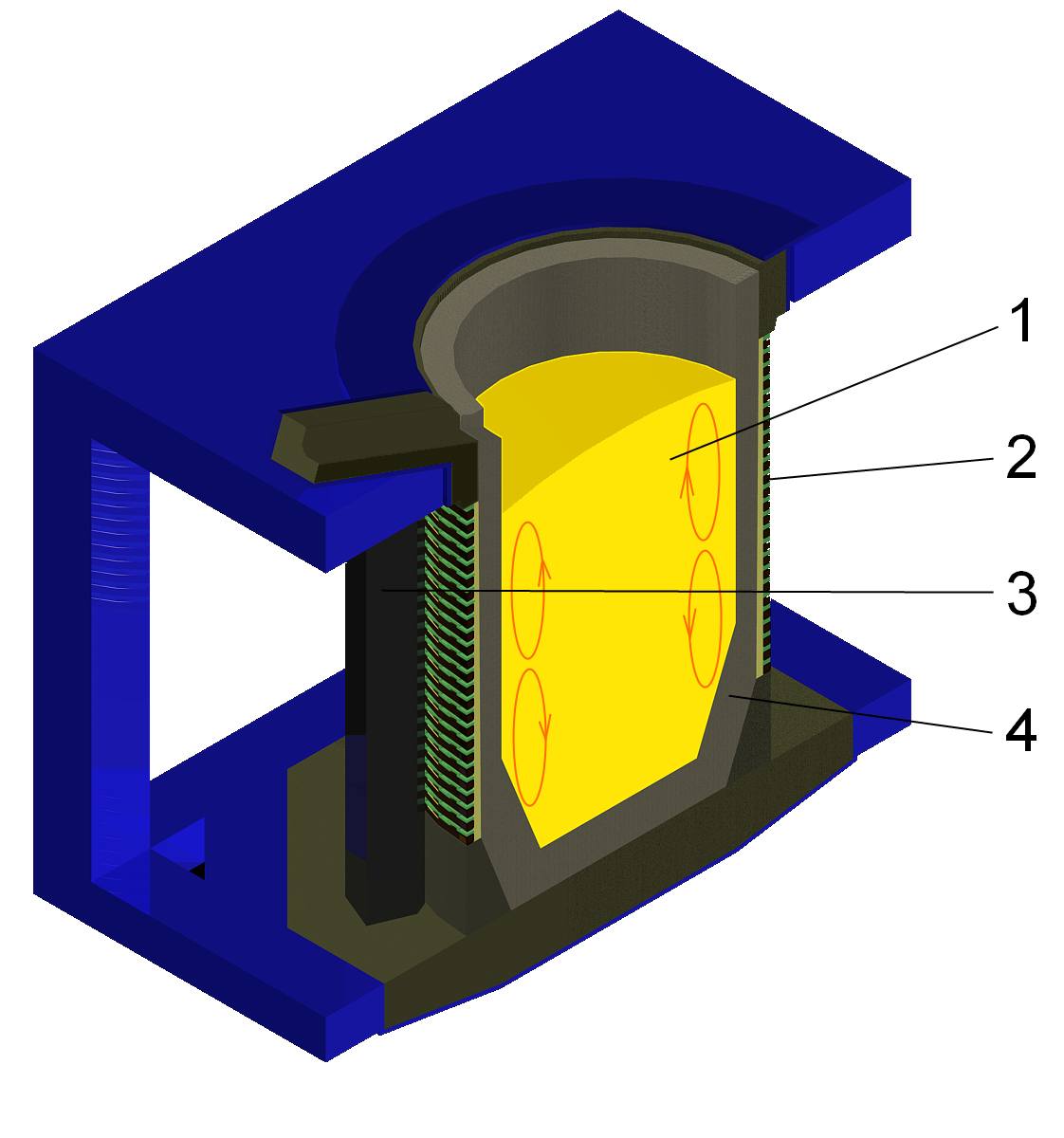
1- الصهر
2- تبريد الملف بالماء
3-اليوك
4-البوتقة

توضع المادة المراد صهرها في بوتقة الفرن والمحاطة بالعديد من الملفات النحاسية التي يمر بها تيار متردد مكونا مجالا مغناطيسيا في إتجاه عكسي ينتج عنه تيارات دوامية تنتقل عبر الحث الكهرومغناطيسي لتمر داخل المعدن رافعة درجة حرارته حتى الذوبان.
في المواد المغناطيسية كالحديد، يمكن تسخين المادة عن طريق التخلف المغناطيسي، عكس ثنائيات القطب المغناطيسي في المعدن. تحافظ التيارات الدوامية على التحريك القوي للذوبان مما يضمن الخلط الجيد. لا ينتج فرن الحث أي صورة من صور التلوث فالحرارة تتولد داخل الفرن فلا يحتاج إلى وقود، غاز أو أي مصدر حرارة خارجي آخر.
في الغالب تترواح ترددات تشغيل الأفران من (50 أو 60 هرتز) إلى 400 كيلو هيرتز وأكثر، على حسب المادة المراد صهرها، سعة الفرن وسرعة الذوبان المطلوبة.
يمكن صهر 1 طن من الحديد البارد في خلال ساعة واحدة، تتراوح الطاقة المستخدمة في الفرن من 10 كيلو وات إلى 42 ميجا وات، كافية لصهر معدن يبدأ من 20 كجم إلى 65 طن على التوالي.

## وصلات خارجية
- كيف يعمل فرن الحث الكهربي؟- مجلة بوبيولار ساينس- نوفمبر 1943
- ما الذي يحدث داخل فرن الحث الكهربي؟- يوتيوب.
- فرن بسعة 750 كيلو- 350 كيلووات بالعراق.